# Jack Holden
John « Jack » Thomas Holden (né le 13 mars 1907 à Bilston et mort le 7 mars 2004 à Cockermouth) est un athlète britannique, spécialiste des courses de fond.

## Carrière
Vainqueur de quatre titres nationaux consécutifs sur marathon de 1947 à 1950, Jack Holden est le premier athlète à remporter à quatre reprises l'épreuve du cross des nations après ses succès obtenus de 1933 à 1935, puis en 1939. 
En 1950, à quarante-deux ans, il remporte le marathon des Jeux de l'Empire britannique, à Auckland, et s'adjuge lors de cette même saison la médaille d'or des championnats d'Europe de Bruxelles en 2 h 32 min 13 s, devant le Finlandais Veikko Karvonen et le Soviétique Feodossiy Vanin.

### Palmarès
| Date | Compétition                  | Lieu      | Résultat | Épreuve  |
| ---- | ---------------------------- | --------- | -------- | -------- |
| 1950 | Championnats d'Europe        | Bruxelles | 1er      | Marathon |
| 1950 | Jeux de l'Empire britannique | Auckland  | 1er      | Marathon |

### Records
| Épreuve  | Performance   | Lieu | Date |
| -------- | ------------- | ---- | ---- |
| Marathon | 2 h 31 min 03 |      | 1950 |